# Frank Joseph Goldsoll
Frank Joseph Goldsoll (* 1873 in Cleveland, Ohio; † 1934 oder 1935 in Europa) war ein US-amerikanischer, später französischer Geschäftsmann. Goldsoll ließ seinen Namen angeblich während des Ersten Weltkrieges ändern, weil er ihm zu deutsch klang. Neben Goldsoll sind daher auch die Versionen Goldsol, Godsol, Godsoll u. ä. im Umlauf.

## Leben

### Die Anfänge: Unechter Schmuck
Goldsoll war der Sohn eines Schneiders und hatte russischstämmige jüdische Vorfahren. Etwa um die Jahrhundertwende zog er nach Frankreich, wo er 1911 naturalisiert wurde. Er geriet wohl zum ersten Mal 1905 in Paris ernsthaft mit dem Gesetz in Konflikt, als er der Fälschung von Schmuck überführt wurde bzw. unechten Schmuck als echt verkauft hatte.
Goldsoll eröffnete Läden für künstliche Edelsteine in vielen Ländern der Welt. Er war Vizepräsident der 1907 eingetragenen M. Tecla & Co. in der Fifth Avenue, die künstliche Edelsteine und Perlen herstellte. Der Filmhistoriker Bosley Crowther bezeichnete Goldsoll als einen Menschen, der sich durch „high-class swindling“ eine Karriere aufgebaut habe, A. Scott Berg meint, er habe so intensiv damit geworben, dass die Tecla-Perlen dem Original weit überlegen seien, dass er darüber nie zu der Erwähnung ihres künstlichen Ursprungs gekommen sei. Andererseits wurde Goldsoll, Inhaber der Firma Taits American Diamond Palace, in Deutschland zwar schon 1904 wegen unlauteren Wettbewerbs und falscher Behauptungen belangt und seine Ausweisung als lästiger Ausländer beantragt, dass er aber damals die künstliche Herstellung seiner Produkte verschwiegen hätte, ist nicht belegt.
1912 plante Goldsoll den Bau des Ice Palace hinter dem Astor Theatre an der 45. Straße von New York nach Berliner Vorbild. Das Haus sollte zwei Balkone, ein Restaurant und Platz für 2000 Gäste bieten.

### Filmgeschäft vor und nach dem Ersten Weltkrieg
Goldsoll investierte in verschiedene Unternehmen in Frankreich, Deutschland und Großbritannien. Unter anderem sicherte er Lee Shubert 1912 die Rechte in den USA an Kinoplastikon. 1913 gründete er zusammen mit Al Woods eine Reihe von Vaudeville- und Filmtheatern in Deutschland und Frankreich. In einem Pressebericht wurde angekündigt: „A. H. Woods and his associate, F. J. Goldsoll, will control fourteen theaters in the important cities of Germany, and as many in France, besides two in Vienna and three in Brussels. Six are located in Berlin [...]“ In etlichen dieser Filmtheater sollte die Quo-vadis-Verfilmung gezeigt werden, für die sich Woods und Goldsoll die Aufführungsrechte in Deutschland gesichert hatten. Auch die Rechte für die Aufführung sämtlicher Produktionen der Cines in Rom, die auch Quo vadis? gedreht hatte, in Amerika gedachte man sich zu sichern. Seine Beschäftigung mit dem Film scheint durch den Ersten Weltkrieg unterbrochen worden zu sein, doch später war Goldsoll zeitweise Vizepräsident der Goldwyn Pictures Corporation. Dies kam zustande, als Goldwyn im Sommer 1919 versuchte, seine Finanzen zu sanieren, indem er verschiedene Gesellschafter mit ins Boot nahm: Lee und J. J. Shubert, Sam H. Harris und Al. H. Woods beteiligten sich jeweils mit 125.000 Dollar und den entsprechenden Rechten. Dies reichte jedoch nicht aus, um Goldwyn in die schwarzen Zahlen zu bringen. Frank Joseph Goldsoll, ein Cousin der Ehefrau Woods’, war jedoch bereit, aktiv zu werden. Er stiftete eine Verbindung mit Du Pont in Delaware, einer Waffen- und Chemiefabrik. A. Scott Berg schreibt in seiner Goldwyn-Biographie: „Godsol catalyzed a deal, and the Goldwyn Company entered the world of big business.“ Mit Goldsoll und den Du Ponts seien weitere finanzkräftige Investoren gekommen, unter anderem der Präsident der Chase National Bank und ein Vertreter der Central Union Trust Company: „The turn of a page, and the Goldwyn Company books went from tens of thousands of dollars in red ink to five million in the black.“ Damit hatte Goldsoll Anspruch auf eine führende Position in der Company erworben. Goldwyn wurde offiziell Präsident, Goldsoll erhielt jedoch den gleichen Posten und sollte das gleiche Salär, nämlich 1000 Dollar pro Woche, beziehen. Er verzichtete jedoch darauf und erklärte, im ersten Jahr für einen Dollar pro Woche arbeiten zu wollen. Mit der finanziellen Sanierung hatte die Gesellschaft die Möglichkeit, sich in Culver City auszudehnen und umfangreiche Bauten zu errichten.

### Kriegsgewinnler?
Während des Ersten Weltkrieges diente Goldsoll etwa ein Jahr lang in der französischen Armee als Offiziersfahrer, unter anderem für General Faurier. Doch schon zu Beginn des Krieges hatte er sich dafür interessiert, als Agent für amerikanische und italienische Autobauer für die französische Regierung tätig zu werden und Kriegsfahrzeuge zu beschaffen. Im August 1915 wurde die Goldsoll Traders Corporation in New York gegründet. Nachdem er Kontakt mit der französischen Einkaufskommission aufgenommen hatte, wurde der Konzern in Alliance Motors Corporation umbenannt. Offiziell war sein Onkel Abraham Goldberg der Präsident der Alliance Motors Corporation, Goldsoll soll aber der führende Kopf gewesen sein. Im September 1915 kam Goldsoll als Sekretär und Übersetzer der französischen Einkaufskommission in die USA. Er hatte dem Minister Albert Thomas versprochen, der französischen Regierung durch seine Verhandlungen hohe Summen einzusparen. Im November 1916 wurde er nach Frankreich zum Heeresdienst zurückbeordert, ehe er Anfang 1917 wegen gesundheitlicher Probleme davon befreit wurde. Daraufhin kehrte er in die USA zurück.
Im Zuge des Krieges wurde ein Großteil seines Besitzes in Europa konfisziert.
Der französische Botschafter Jean Jules Jusserand beantragte eine Untersuchung der Machenschaften der Alliance Motors Corporation, nachdem der Verdacht aufgekommen war, dass Goldsoll bei seinen Geschäften Millionengewinne eingestrichen hatte. Verdächtig gemacht hatte er sich unter anderem durch seinen exklusiven Lebensstil. Für die Rennsaison hatte er mehrere Landhäuser in Saratoga gemietet und sich vier Rolls-Royce-Fahrzeuge gleichzeitig gehalten. Noch im Januar 1918 hatte man offenbar eine Untersuchung des Falles Goldsoll zu vermeiden versucht.
Im Dezember 1917 heiratete Goldsoll in Newark (New York) die französische Schauspielerin Constance Elise de Vere. Um dieselbe Zeit erschien ein Artikel in der New York Times, in dem noch von Goldsolls Unschuld an bestimmten Machenschaften ausgegangen wurde, doch Anfang März 1918 wurde Goldsoll nach einem mehrwöchigen Erholungsurlaub in Palm Beach auf Betreiben des französischen Botschafters hin in den USA verhaftet. Vorgeworfen wurde ihm unter anderem, sich an den Beschaffungsaufträgen der französischen und der russischen Regierung um drei bis sechs Millionen Dollar bereichert zu haben, insbesondere auch, dass er mit fünf verschiedenen Automobilkonzernen Verträge abgeschlossen hatte, während die französischen Gesetze es den Regierungsbeauftragten verboten, solche Mengen von lukrativen Kommissionen zu sammeln. Goldsoll erklärte aber, die Kontrakte seien schon abgeschlossen gewesen, bevor er in den Dienst der Regierung getreten sei. Insgesamt scheint zunächst unklar gewesen zu sein, ob Goldsoll überhaupt autorisiert war, Verträge für die Einkaufskommissionen abzuschließen, oder nicht. Eine andere Begebenheit aus der Zeit des Ersten Weltkriegs hatte nicht mit Motorkraft zu tun: Angeblich hatte Goldsoll dem französischen Heer auch einige Dutzend gesunde Pferde zu beschaffen versprochen, aber minderwertige Maultiere geliefert.

### Die letzten Jahre
Goldsoll kam bald wieder frei und betätigte sich weiter im Filmgeschäft, nun offenbar meist unter dem Namen Joe Godsol. Im Jahr 1921 erschoss sich sein Bruder Louis H. Goldsoll, der nach dem Krieg in Stahlbungalows investiert hatte und in wirtschaftliche Bedrängnis geraten war, im Hotel Ritz-Carlton in New York. 1923 kaufte Frank J. Goldsoll ein Sommeranwesen in Mamaroneck, das einst im Besitz von Charles J. Osborn gewesen und von Stanford White entworfen worden war. 1926 wurde es wieder verkauft. Nach dem Verkauf von Goldwyn verließ Goldsoll Amerika und kehrte nach Europa zurück, wo er etwa ein Jahrzehnt später starb.